# キリマンジャロ国立公園
キリマンジャロ国立公園（―こくりつこうえん）は、キリマンジャロ山域の国立公園。1987年に世界遺産に登録された。

## 概要
キリマンジャロは、標高5,895mでアフリカ最高峰。また南米のコトパクシ山に並ぶ標高を持つ世界最高峰級の火山でもある。
キリマンジャロは3つの異なる火山円錐で構成されている： キボ山は標高19,340フィート（5895メートル）、マウェンジ山は標高16,896フィート（5149メートル）、そしてシラ山は標高13,000フィート（3962メートル）である。ウフルピークはキボの火口縁にある最高峰である。キリマンジャロは巨大な成層火山で、100万年前に大地溝帯から溶岩が流出して形成が始まった。3つのピークのうち2つ、マウェンジとシラは死火山で、最高峰のキボは休火山だが、再び噴火する可能性がある。
キリマンジャロの頂上には、氷河が形成されている。この氷河から供給される水で出来た高山湿地帯を始め、標高別に、砂漠、高山湿地帯、高地草原、ヒースの草原、サバナまたは熱帯雨林と広がっている。
キリマンジャロ山とその周囲の森林は、ドイツ植民地時代の20世紀初頭から保護対象となっていた。1921年に、法的な保護対象となり、タンザニア独立後の1973年、山域の一部75,575haが国立公園として指定された。1987年に世界遺産に登録され、自然保護が活発的に行われている。
2013年にアフリカの自然遺産に認定された。公園本部はマラングにあり、モシの町から約44キロ、キリマンジャロ国際空港から86キロ離れている
一方、キリマンジャロ周囲の乾燥化に伴い、山頂の氷河の縮小が懸念されている。

## 動植物
動物はゾウ、アフリカスイギュウやリードバックを含むレイヨウなどの哺乳類、カメレオンなどが生息している。高山湿地帯にはジャイアント・セネシオなど、独特の植物も自生している。

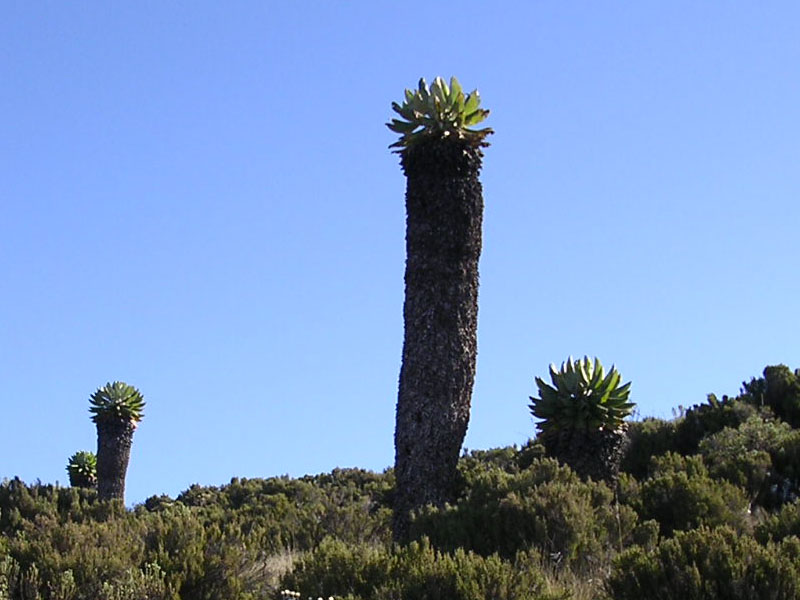
ジャイアント・セネシオ

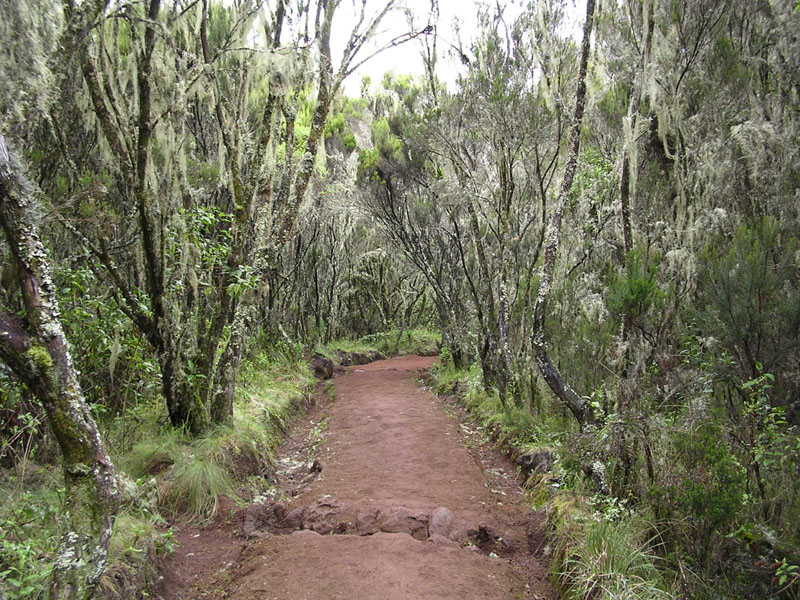
キリマンジャロの森

## 登録基準
この世界遺産は世界遺産登録基準のうち、以下の条件を満たし、登録された（以下の基準は世界遺産センター公表の登録基準からの翻訳、引用である）。
- (7) ひときわすぐれた自然美及び美的な重要性をもつ最高の自然現象または地域を含むもの。